# Heinrich Klenke
Heinrich Klenke (* 23. Oktober 1844 in Hersfeld, Kurfürstentum Hessen; † vor 1927) war ein deutscher Historien- und Porträtmaler.

## Leben
Heinrich Klenke, Sohn des Wagners Heinrich Klenke des Älteren und dessen Frau Anne Catharine Klee, absolvierte in den 1860er Jahren eine Ausbildung an der Kunstakademie Kassel, zu dem ihm am 14. Mai 1862 der Hersfelder Senat eine finanzielle Unterstützung aus der Stadtkasse bewilligt hatte. Ab 1870 wieder in Hersfeld gemeldet, war er in späteren Jahren als Historien- und Porträtmaler in Düsseldorf und Köln, vielleicht auch in Bonn tätig.
Im Kasseler Kunstverein trat er 1874 mit einer Ankündigung der Fehde im Mittelalter und 1877 mit einem Mittelalterlichen Jagdzug auf. Die Ausstellung des Lübecker Kunstvereins von 1878 beschickte er mit einem Mittelalterlichen Städtebild und einer Mittelalterlichen Szene bei Mondschein. Auf der 1919 in Worms veranstalteten Ausstellung Wormser Porträts zeigte er fünf Bildnisse von Mitgliedern der Wormser Familie van Baerle (gemalt 1873, 1875 und 1876).